# Šaḫurunuwa (Prinz)
Šaḫurunuwa war ein hethitischer Prinz, Chef der Holztafelschreiber und Heerführer unter den Königen Ḫattušili III. und Tudḫaliya IV. Zudem unterzeichnete er als Zeuge wichtige Staatsverträge.

## Familie
Da Šaḫurunuwa den Titel „Prinz“ trug, war er mit dem hethitischen Königshaus verwandt, sei es durch direkte Deszendenz oder indem er oder einer seiner Vorfahren in die Königsfamilie eingeheiratet hatte. Der Name seines Vaters ist nicht bekannt. In Frage als Vater oder Großvater kommt der Heerführer Kuwalanaziti, der ebenfalls den Titel „Oberschäfer“ trug.
Seine Nachkommen sind aus der Šaḫurunuwa-Urkunde bekannt, wo der Nachlass seiner vielen Güter im hethitischen Reich, welche vor allem in Kizzuwatna und Lykaonien lagen, geregelt wird. Von den beiden Söhnen Šaḫurunuwas war Tattamaru mit der Schwestertochter der Königin Puduḫepa verheiratet, vom anderen Sohn, Duwattannani, ist nur der Name bekannt. Seine Tochter Tarḫuntamanawa heiratete den Aliḫešni, einen Bruder von Walwaziti, der „Chef der (Tontafel) Schreiber“ war. Tarḫuntamanawa und Aliḫešni hatten zwei Söhne, Kuwalanaziti und Tulpi-Teššub. Šaḫurunuwa hatte offenbar noch Kinder von einer Frau namens Arumura, vermutlich einer Nebenfrau oder Geliebten, die keinen Anspruch auf die Ländereien erhielten.

## Wirken
Šaḫurunuwa empfing als junger Mann am Hof des Königs Bentešina von Amurru eine Tontafel, die er dem hethitischen König überbringen sollte, sie aber stattdessen zerbrach. Er erlangte hohes Ansehen und unterzeichnete als Zeuge den Ulmi-Teššub-Vertrag und die „Bronzetafel“, beides Staatsverträge des hethitischen Königs mit dem König Ulmi-Teššub von Tarḫuntašša.
Šaḫurunuwa diente als Heerführer und „Oberschäfer“ in der hethitischen Armee. Erhalten ist ein Text, worin der Wettergott von Nerik um sichere Rückkehr des Šaḫurunuwa von einem Feldzug gebeten wird. In einem anderen Text wird ein Orakel befragt, ob Šaḫurunuwa oder Ḫušaniya den hethitischen Kronprinzen in einem Feldzug unterstützen soll.